# A színtelen Tazaki Cukuru és zarándokévei
A színtelen Tazaki Cukuru és zarándokévei (色彩を持たない多崎つくると、彼の巡礼の年; Hepburn: Shikisai o motanai Tazaki Tsukuru to, kare no junrei no toshi) a tizenharmadik regénye a neves japán írónak, Murakami Harukinak. 2013. április 12-én jelent meg Japánban, egy hónap alatt. egy millió példányban kelt el. A háromkötetes 1Q84 (Ezerkülöncszáz nyolcvannégy) c. műve óta (2009-2010) ez volt az első megjelentetése.
A magyar kiadást Nagy Anita fordította, 2013 októberében jelent meg a Geopen kiadónál. Az angol nyelvű verziót, Philips Gabriel fordításával, világszerte 2014. augusztus 12-én adták ki. Az amerikai bestseller listák élére került BookScan, NPR, and The New York Times „Hardcover Fiction” („Keménykötetes fikció”) kategóriáiban.

## Kiadásának története

### Eredeti kiadás
A kiadás előtt
2013. február 16-án a Bungeishunjū kiadóvállalat bejelentette, hogy Murakami Haruki új regénye áprilisban fog megjelenni. Március 15-én már a címet is tudhattuk (A színtelen Tazaki Cukuru és zarándokévei), de a kiadás pontos dátumát (április 12.) nem hozták nyilvánosságra.
Már az első naptól kezdve érkeztek előrendelések és 11 napon belül 10.000 példányt adtak el az Amazon.co.jp nevű oldalon. Ez egy nappal kevesebb, mint amelyet az elődje, az 1Q84 tartott, és amellyel a leggyorsabban eladott könyvvé vált az Amazon.co.jp-n. A kiadó eleinte 300.000 példánnyal számolt, amely a keménykötetes könyvek kiadásának történetében (első kiadásoknál) az eddigi legnagyobb szám. Sőt 3 további nyomtatássorozatra volt szükség, mivel úgy tűnt, hogy még a megjelenés napja előtt el fogja érni a példányok száma a 450.000-t.
A kötet megjelenését megelőzően, engedélyezték, hogy a procedúra során keletkezett 7 állításból információtöredékeket szivárogtassanak ki, ezek között szerepelt a szerző február 28-i és március 15-i üzenete is. and 15 March, were issued to convey fragments of information over the course of seven statements. Azonban a regény részleteit nem hozták nyilvánosságra. Sőt, ezúttal azok a nyomdai ívek sem lettek elkészítve, amelyeket rendszerint más kritikusoknak, újságoknak és könyvesboltoknak küldenek még a kiadás előtt. A könyv tartalmát csak korlátolt létszámú ember ismerhette.
A kiadás után
A kiadás időpontja 2013. április 12-ére, péntek éjfélre lett meghirdetve. Azok a tokiói könyvesboltok, amelyek éjszaka is nyitva álltak, több mint 150 fős sorokról számoltak be. Hét nappal a megjelenése után a könyvet további nyolcszor nyomtatták ki, összesen körülbelül egymilliószor, és a hírek szerint mindet el is adták az elkövetkező egy hónapban. Novemberben az eladott árucikkekkel foglalkozó Oricon nevű cég 985.000 eladott példányszámot állapított meg.

### Fogadtatás
Eredeti kiadás
Magyar kiadás

## Tartalom

### Történet
Ebben a realista fejlődésregényben (a szerző mágikus realizmusára utaló nyomok vannak a regényben, főként álmok és mesék) az egyes szám harmadik személyű narratíva által Tazaki Cukuru múltját és jelenét kísérhetjük nyomon, aki szeretné megérteni, hogy miért siklott ki az élete tizenhat évvel ezelőtt.
A korai ’90-es években, a szülővárosában, Nagojában élő Cukurunak egyetlen szenvedélye volt: a vasútállomások. Aztán a középiskolában szert tett négy barátra, két fiúra és két lányra. Azonban ennek a négy embernek mind volt a vezetéknevükben egy színt megjelölő írásjegy, kivéve Cukurunak, aki így kicsit kilógott a „színtelenségével” ebből a harmóniából. Azonban egy nap, 1995-ben, amikor másodéves egyetemista volt, ezek a barátok hirtelen megszakítottak vele minden kapcsolatot. Ez a soha meg-nem-magyarázott kafkai kiközösítés eleinte az öngyilkosság érzését keltette benne, majd azt, hogy ő egy „üres személy, nincsen semmiféle színessége és identitása”, és amikor a következő szemeszterben az egyetlen egyetemi barátja is eltűnt, úgy érezte, „az a sorsa, hogy egyedül legyen.”
Ma, a 2011-es Tokióban, a harminchat éves Tazaki mérnökként dolgozik egy vasúti társaságnál és állomásokat épít. A barátnője, Szala arra próbálja ösztökélni, hogy nézzen szembe a múlttal. Ne naiv, könnyen sebezhető kisfiúként, hanem felnőttként. Keresse fel a régi barátait, tegye helyre a velük való kapcsolatát, tudja meg, miért utasították el őt korábban, mivel ő, Szala már képtelen ezt így tovább folytatni, hacsak Tazaki nem lép tovább ezen a dolgon. Így hát Tazaki elkezdi felkeresni őket egyesével. Először Nagojában, majd a vidéki Finnországban, keresvén az igazságot. Így kezdődnek el zarándokévei a boldogságért.

### Szereplők
Főbb szereplők
Tazaki Cukuru
Tazaki Cukuru (japánul: 多崎 つくる, de 多崎 作 –ként anyakönyvezve). Főszereplő, keresztneve homofon, utalás a „csinálni, készíteni” szóra. Családneve nem tartalmaz semmilyen színt tartalmazó írásjegyet. A történet jelene szerint harminchat éves, egyedülálló. Gyerekkorától kezdve szereti a vasútállomásokat és jelenleg is vasútállomásokat tervez egy vasúti társaságnak Tokióban.
Akamacu Kei
Akamacu Kei (japánul: 赤松 慶). Cukuru egyik középiskolás barátja, becenevén Aka, azaz japánul vörös (a vezetékneve japánul vörösfenyőt jelent). A magyar változatban csak Vörös. Jelenleg Nagojában oktató. Üzlete, mely által alkalmazottakat képez ki nagyvállalatok számára, sikeres. Titkon homoszexuális beállítottságú, ezért egy kicsit elfojtva érzi magát Nagojában.
Ómi Josió
Ómi Josió (japánul: 青海 悦夫). Cukuru egyik középiskolás barátja, becenevén Ao , azaz japánul kék (a vezetékneve japánul kék tengert jelent). A magyar változatban csak Kék. Jelenleg autókereskedő Nagojában, a Toyota luxusautóját (Lexus) értékesíti.
Sirane Juzuki
Sirane Juzuki (japánul: 白根 柚木). Cukuru egyik középiskolás lánybarátja, becenevén Siro, azaz japánul fehér (a vezetékneve japánul fehér gyökeret jelent). A magyar változatban csak Fehér. Korábban magán zongoratanár volt Hamamacuban, azonban 6 évvel korábban megfojtják egy megoldatlan gyilkosság miatt.
Kuronó Haatainen Eri
Kuronó Eri (japánul: (黒埜 恵里). Cukuru egyik középiskolás lánybarátja, becenevén Kuro, azaz japánul fekete (a vezetékneve japánul fekete rétet jelent). A magyar változatban csak Fekete. Jelenleg fazekas művész. Férje Edvard Haatainen, egy finn férfi, aki azért jött Japánba, hogy fazekasságot tanuljon. A nő, miután hozzáment, Finnországba költözött Kuronó Haatainen Eriként (エリ・クロノ・ハアタイネン?) és jelenleg két lányuk van.
Kimotó Szala
Kimotó Szala (japánul: 木元 沙羅). Cukuru jelenlegi szerelme. Keresztneve szalafát jelent, vezetékneve pedig vagy „a fa alatt”-ot vagy „faalap”-ot jelent. Két évvel idősebb Cukurunál, Tokióban él és egy utazási irodának dolgozik.
Haida Fumijaki
Haida Fumijaki (灰田 文紹). Cukuru azon kevés barátainak egyike, akiket az egyetemen szerzett. Vezetékneve „szürke hántolatlan rizs”-t jelent. Két évvel fiatalabb Cukurunál. Eltűnt az egyetemről még az új szemeszter megkezdése előtt.
Másodlagos karakterek
Haida apja
Haida apja egyetemi tanár volt. A ’60-as években szabadságot vesz ki, hogy beutazza az országot. Furcsa munkákba kezd bele. Gondnokként dolgozott egy kicsi forrófürdőhöz tartozó kocsmánál, ekkor találkozott Midorikavával, akinek fucsa meséjét később elmesélte a fiának.
Midorikava
Midorikava (japánul: 緑川). Dzsesszzongorista Tokióban. Vezetékneve zöld folyót jelent. Haida apjának története szerint Midorikava mindig csak aztán kezdett el játszani, miután egy kis táskát tett a zongorára. Nehéz terhet cipelt a vállán: képes volt látni az emberek aurájának színét.
Az állomásfőnök
Ő az, aki mesél Cukurunak az állomáson eltűnt illetve megtalált furcsa tárgyakról, így például arról a formaldehides korsóról, amelyben két levágott ujjat találtak.
Szakamotó
Cukuru fiatal munkatársa. A munkája ellenére van egy másik szenvedélye, a genetika.
Olga
Szala fiatal barátnője és kollégája. Energikus egyéniség, finn származású. Helsinkiben dolgozik egy utazási irodának. Ő segíti Cukurut, amikor Finnországban van.
Edvard Haatainen
Eri férje, finn fazekas művész. Cukuru akkor találkozik vele, amikor a felesége és a gyerekei nincsenek otthon.
Eri és Edvard két lánya
Körülbelül 3 és 6 évesek. A nagyobbikat Juzunak hívják, Eri egyik elhunyt barátnője után.

### Cselekmény összefoglalása
|  | Alább a cselekmény részletei következnek! |

Első három fejezet
Tazaki Cukuru egy harminchat éves ember, akinek egyik jellemzője, hogy szereti a vonatokat, a másik pedig, hogy második egyetemi évében a régi barátai nem voltak hajlandóak szóba állni vele: „Akár az az ember a Bibliában, akit elnyelt az óriás cethal, és aztán a cethal gyomrában tengődött, Cukuru a halál gyomrába hullott és egy sötét nyirkos üregben töltötte dátumot vesztett napjait.” (magyar fordítás: Nagy Anita) Jelenleg Tokióban él és egy lánnyal kezd el találkozgatni, Kimotó Szalával, aki egy utazási irodánál dolgozik. Egy vacsoránál elmeséli neki, hogy a középiskolai barátai mind különböző színekről voltak elnevezve (Ao=Kék, Aka=Vörös, Siro=Fehér, Kuro=Fekete) és ezeken a színeken is hívták egymást, de mivel neki nem volt színe, ő színtelen maradt. Mindig mindent együtt csináltak, akár a kéz öt ujja, egészen addig a napig, amíg telefonon „bejelentették”, hogy nem akarják őt soha többé látni vagy beszélni vele. Ez egy hirtelen eldöntött kijelentés volt, nem volt értelme vitatkozni vele. Nem adtak semmiféle magyarázatot erre a nyers kijelentésre. Egyetlen szóval sem indokolták meg és Cukuru nem merte megkérdezni.
Negyedik fejezet
Miután túljutott ezen a veszteségen és az öngyilkosságra való késztetést is feldolgozta („Cukuru talán azért nem próbálkozott meg ténylegesen az öngyilkossággal, mert a halálról alkotott fogalmai túlságosan is tiszták és intenzívek voltak, és nem tudta konkrétan kiötleni a halál ezekhez méltó eszközét.”), Haidával barátkozott össze az egyetemen (akinek a nevében a szürke szín írásjegye szerepelt). Elkezdtek mindent együtt csinálni, olyan klasszikus zenét hallgattak, mint például Liszt Ferenc: Années de pélerinage. „Liszt zongoradarabjait gyakran nagy technikai tudást igénylő, a felszínre koncentráló műveknek tartják. Természetesen ilyen trükkös darabok is akadnak köztük, de ha figyelmesen hallgatjuk őket, észrevesszük, hogy belül különleges mélységet rejtenek. És a legtöbb esetben ez ügyesen el van rejtve a díszítés mögé.”
Ötödik fejezet
Egyik este Haida egy furcsa történetet mesélt az apjáról: amikor még egyetemista volt, egy időre megszakította tanulmányait, és egy eldugott kis forrófürdőnél lévő vendéglőben kezdett dolgozni, ahol találkozott egy Midorikava nevű emberrel (a neve a zöld színt tartalmazza). Ez az ember dzsesszzongorista volt Tokióban, és nagyon tehetséges volt: „Játékában olyan erő rejlett, mely fizikailag, testileg megmozgatta hallgatóját.” Egy este Midorikava egy furcsa történetet mesélt Haida apjának magáról: egy hónappal ezelőtt elfogadott egy halálos jelképet, amely által két hónapon belül meghal, hacsak nem tudja átadni egy másik önként jelentkezőnek. A tehetsége ellenére belefáradt az életbe: az élmény, hogy milyen közel van a halálhoz, hogy az „észlelés kapui” megnyíltak előtte, sokkal szebbé tette az utolsó pár hetét, mint az évtizedeket, amelyeket feladott. Ezáltal képessé vált látni az emberek aurájának színét. Ezeket a történeteket hallva Cukuru néha egyfajta zavarodottságot érzett saját maga, Haida, az apja és Midorikava között.
Hatodik fejezet
Azon az éjszakán, amikor Haida elaludt a kanapéján, Cukurunak furcsa erotikus álma volt, amelyben Siro (Fehér) és Kuro (Fekete), akik előbb egyesültek, aztán a klimax előtti Haidává változtak. Cukuru elgondolkodott, hogy ez valóban csak egy álom volt-e, ugyanis Haida aztán nem jelent meg a következő szemeszterben. Amit összesen maga után hagyott, az a Zarándokévek c. mű dobozolt kiadása volt, amit még ő adott kölcsön Cukurunak.
Hetedik, nyolcadik és kilencedik fejezet
Szala kijelenti, hogy ha fejlődni akar a jelenlegi kapcsolatuk, akkor Cukurunak rá kell jönnie, hogy mi történt, hogy érzelmileg is tovább tudjon lépni. Cukuru nem használ internetet, ezért Szala segít neki elkezdeni. „Egy elég közömbös világban élünk, mégis rengeteg olyan információval vagyunk körülvéve, amely más emberekről szól. Ha úgy akarod, beszerezheted ezeket az információkat róluk könnyedén. Mondván, hogy még mindig alig tudunk valamit a másikról.” A Google-ön és a Facebookon keresztül próbálták megállapítani a korábbi barátok tartózkodási helyeit, aztán pedig Szala feltöltötte Cukuru jelenlegi hollétét, sőt még az utazáshoz szükséges jegyeket is elintézte.
Tizedik fejezet
Cukuru hazautazik szülővárosába, Nagojába, ahol találkozik Kékkel, az egykori focistával, aki mára sikeres Lexus kereskedő lett. A mentegetőző Kéktől megtudta, hogy Fehér volt az, aki javasolta a barátság megszakítását, mondván, hogy Cukuru megerőszakolta őt. Fehér később sikeres zongoratanár lett, de hat évvel ezelőtt belekeveredett egy meoldatlan gyilkossági ügybe és megfojtották.
Tizenegyedik fejezet
Egy pár nappal később Cukuru elintézi, hogy találkozzon Vörössel, aki vállalati alkalmazottak oktatója lett. Egy sikeres, de szörnyen boldogtalan ember. Vörös elmondja neki, hogy annak idején Fehér története nem bosszantotta fel, és hogy Fehér úgy tűnik, elvesztette az életkedvét, mielőtt meghalt. Vörösnek is vannak problémái. Nemrég jött rá egy elrontott házasság után, hogy homoszexuális. Nem bírta elviselni a nagojai emberek elutasítását, beleértve Kékét, akinek nem tetszettek Vörös „sötét” dolgai, így például néhány pszichológiai módszer sem, amit még annak idején a nácik használtak. Cukuru újfent biztosítja Vöröst a törődéséről, azután elmegy.
Tizenkettedik és tizenharmadik fejezet
Cukuru visszatér Tokióba a munkájához. Kollégája, Szakamotó beszél az állomásfőnökkel, akinek fucsa története Cukurut Haida apjának történetére emlékezteti. Miután vacsoránál átbeszélik Szalával a történteket, Cukuru úgy dönt, meg kell tudnia a történet hátralevő részét is. Ezért meg kell látogatnia a csoport egyetlen túlélőjét, Feketét, aki jelenleg Finnországban él két lányával. Az útra való készülődés közepette Cukuru elmegy ajándékot venni Fekete gyerekeinek, ekkor látja Szalát kéz a kézben egy másik férfival. A nő úgy mosolygott, ahogy azelőtt Cukuruval sosem.
Tizennegyedik és tizenötödik fejezet
Cukuru, szívében nem féltékenységgel, hanem inkább szomorúsággal repül el Finnországba. Helsinkiben Szala barátjának, Olgának a segítségét veszi igénybe, hogy összehozzanak egy be- nem-jelentett találkozást Feketével. A következő napon a vidéki városkába, Haamenlinnába utazik, ahol Fekete nyaralója van. Először a férjével, a finn fazekas művész, Edvard Haatainennel találkozik. Amikor Fekete hazaér a lányaival, Edvard elviszi őket vásárolni.
Tizenhatodik és tizenhetedik fejezet
Cukuru egyedül marad Feketével, a mostanra sikeres fazekas művésszel. Elmondja, hogy nem szereti a beceneveket (a színeket) használni és azt is, hogy Juzu, a barátnője mentálisan gyenge volt. Továbbá a nemi erőszak csak kitaláció volt, azért hogy közvetett módon rábírja Juzut, hogy kezelje a problémáit. Eri felfedi régi titkát: hogy akkor szerelmes volt Cukuruba és ez is szerepet játszhatott a nemi erőszakban, de az is, hogy Juzut valóban megerőszakolták, ezután vetélése volt, majd anorexiás lett, így próbálva elkerülni az újabb terhességet. Eri sose mondta el ezeket Cukurunak, talán mert Cukuru sose vette észre a szerelmét, de főként azért, mert el akarta kerülni a konfrontációt Juzuval. Cukurut „áldozták fel” a csoportból, hogy megvédjék Juzut, mivel azt gondolták, hogy ő a legerősebb érzelmileg és hogy kezelni tudja majd az elutasítást. Ezek a megváltó kinyilatkoztatások megcáfolják azt a tényt, hogy Cukuru sima és színtelen, ahogy ő azt addig megítélte.
Tizennyolcadik és tizenkilencedik fejezet
Cukuru bölcsebb emberként tér vissza Japánba. Fekete tanácsa ellenére úgy dönt, hogy igenis erőltetni fogja a témát és megkérdezi Szalát, hogy mással találkozgat-e. Szala azt mondja, három napot kér a válaszra. Egy késő éjszakai telefonos szerelemvallomás után a történet azzal fejeződik be, hogy Cukuru még mindig ott áll és néz a lámpánál a vasútállomáson.
|  | Itt a vége a cselekmény részletezésének! |

## Kiadások
Angol kiadás
Nyomtatásban
- Egyesült Államok: keménykötetes (2014. augusztus 12.), 386 oldal (a 400-ból), Knopf, ISBN 978-0-385-35210-9
- Egyesült Királyság: keménykötetes (2014. augusztus 12.), 298 oldal (a 304-ből), Harvill Secker, ISBN 978-1-84655-833-7
- Kalifornia: keménykötetes (2014. augusztus 12.), 386 oldal (a 400-ból), Bond Street, ISBN 978-0-385-68183-4
- Nagyított verzió látássérültek számára (2014. augusztus 12.), 464 oldal (a 480-ból), Random House Large Print, ISBN 978-0-8041-9453-2

Digitális:
- Egyesült Államok: e-book (2014. augusztus 12.), 386 oldal (a 400-ból), Knopf, ISBN 978-0-385-35211-6
- Egyesült Királyság: e-book (2014. augusztus 12.), 298 oldal (a 304-ből), Vintage Digital, ISBN 978-1-4481-9095-9
- Kalifornia: e-book (2014. augusztus 12.), 208 oldal (a 210-ből), Bond Street, ISBN 978-0-385-68184-1

Hangoskönyv:
- CD (2014. augusztus 12.), Bruce Locke felolvasásával, Random House Audio, ISBN 978-0-8041-6673-7
- Letölthető hanganyag (2014. augusztus 12.), Bruce Locke felolvasásával, Random House Audio, ISBN 978-0-8041-6674-4

Minden verzió az amerikai kiejtést használja. A brit verziót használják Ausztráliában (2014. augusztus 12.), Új-Zélandon (2014. augusztus 15.), Indiában (27 August) és más hasonló területeken. Az első nyomtatott verziók tartalmaznak egy oldalnyi matricát is (eredetileg a borítóhoz készültek). Az extra ISBN 978-1-84655-886-3 egy limitált, 100 példányos dedikált kiadás volt, 240 oldallal, különleges keményborítással (2014. szeptember 18-án szállították).

## Magyarul
- A színtelen Tazaki Cukuru és zarándokévei; ford. Nagy Anita; Geopen, Bp., 2013

## Idézetek
1. ↑  "When it comes to publishing Haruki Murakami in English, nothing is lost in translation" Archiválva 2014. április 29-i dátummal a Wayback Machine-ben, Asahi Shimbun AJW, 15 May 2013: "The novel, which has sold more than 1 million copies since its release in April, is Murakami's first in three years."
2. ↑  "Murakami's 'Colorless Tsukuru Tazaki' tops U.S. bestsellers list", Reuters, 21 August 2014: "'Colorless Tsukuru Tazaki and His Years of Pilgrimage'", the latest novel from Japanese author Haruki Murakami, topped the U.S. bestsellers list on Thursday [...] Hardcover Fiction [...] Week ended Aug. 17, 2014, powered by Nielsen BookScan [...]"
3. ↑  "NPR Bestsellers: Hardcover Fiction, Week of August 21, 2014", NPR, 22 August 2014: "1: Colorless Tsukuru Tazaki and His Years of Pilgrimage / Weeks on List: 1"
4. ↑  "Best Sellers: Hardcover Fiction" (sales for the week ending 16 August 2014), The New York Times, 25 August 2014 (31 August 2014 in print)
5. ↑  (japánul) "Haruki Murakami's new work to be published in April", Jomiuri Simbun, 18 February 2013.
6. ↑  (japánul) "Haruki Murakami's new novel, Colorless Tsukuru Tazaki and His Years of Pilgrimage, to be released April, 12" Archiválva 2013. április 11-i dátummal a Wayback Machine-ben, MSN Sankei News, 15 March 2013.
7. ↑  (japánul) "Murakami's new novel will be released April 12th! The mystery of 'Colorless' 'Tsukuru Tazaki' 'Pilgrimage' Special Feature" Archiválva 2013. december 1-ji dátummal az Archive.is-en, on Bungeishunjū's weekly Bunshun website, 11 April 2013.
8. ↑  (japánul) "Frenzy over Haruki Murakami's new novel Colorless Tsukuru Tazaki and His Years of Pilgrimage" Archiválva 2013. április 19-i dátummal a Wayback Machine-ben, MSN Sankei News, 10 April 2013.
9. ↑  (japánul) "Haruki Murakami's first new novel in three years, 500,000 copies already sold" Archiválva 2013. április 19-i dátummal a Wayback Machine-ben, MSN Sankei News, 22 April 2013.
10. ↑  (japánul) "Haruki Murakami: 'While I was writing it became a novel.' A message about his new work" Archiválva 2013. április 11-i dátummal a Wayback Machine-ben, MSN Sankei News, 28 February 2013.
11. ↑  (japánul) "Top secret mysterious contents of Haruki's new work, 500,000 copies sold before the release", Jomiuri Simbun, 9 April 2013.
12. ↑  (japánul) "Bookstores bustling with copies of Haruki Murakami's mysterious new work", Post-Seven News, 11 April 2013, Hozzáférés ideje: 25 April 2013.
13. ↑  (japánul) "Haruki Murakami's new work goes on sale at midnight, fans excited" Archiválva 2014. március 1-i dátummal a Wayback Machine-ben, Asahi Shimbun, 12 April 2013, Hozzáférés ideje: 28 April 2013.
14. ↑  (japánul) "The Haruki effect, a classic piece appeared in the novel, sold out", Asahi Shimbun, 20 April 2013, Hozzáférés ideje: 28 April 2013.
15. ↑  (japánul) "How do booksellers sell Haruki Murakami? Enjoy Colorless Tsukuru Tazaki and His Years of Pilgrimage more" Archiválva 2014. augusztus 8-i dátummal a Wayback Machine-ben, Nikkei Business, 26 April 2013, Hozzáférés ideje: 28 April 2013.
16. ↑  "Murakami's "Colorless Tazaki" becomes bestseller for 2013", press agency Kyodo News (via Archive.org), 3 December 2013: "Writer Haruki Murakami's new novel 'Colorless Tsukuru Tazaki and His Years of Pilgrimage' was the best-selling book in Japan during the 12 month period through November, selling an estimated 985,000 copies, according to information company Oricon Inc. [...] Novels were strong in the reporting period – from Nov. 19, 2012 and Nov. 17, 2013."
17. ↑  http://www.randomhouse.com/book/235276/colorless-tsukuru-tazaki-and-his-years-of-pilgrimage-by-haruki-murakami
18. ↑  Archivált másolat. [2015. február 2-i dátummal az eredetiből archiválva]. (Hozzáférés: 2014. december 8.)
19. ↑  Archivált másolat. [2014. augusztus 12-i dátummal az eredetiből archiválva]. (Hozzáférés: 2014. december 8.)
20. ↑  Archivált másolat. [2014. október 15-i dátummal az eredetiből archiválva]. (Hozzáférés: 2014. december 8.)
21. ↑  Archivált másolat. [2014. december 17-i dátummal az eredetiből archiválva]. (Hozzáférés: 2014. december 8.)
22. ↑  Archivált másolat. [2014. augusztus 26-i dátummal az eredetiből archiválva]. (Hozzáférés: 2014. december 8.)
23. ↑  (japánul) "最速レビュー。村上春樹『色彩を持たない多崎つくると、彼の巡礼の年』に驚いた" Archiválva 2014. október 10-i dátummal a Wayback Machine-ben, Excite.co.jp, 12 April 2013, Hozzáférés ideje: 28 April 2013.

## Külső linkek

### Könyvvel kapcsolatos linkek
Megjelenés
- (japánul) A japán kiadó oldala a Bungeishunjū HonNoHanashi Web-en
- Haruki Murakamit fordítani (a könyvet fordító szakemberek munkája internetes blog formájában; korábban "Tazaki Cukurura gondolva")

Részletek
- "Haida története: Egy népmese Murakami Haruki új regényéből", Slate, 2014. július 27.

### Nyomdai kiadásról
Nyomdai áttekintések (az eredeti kiadásról)
- "Haruki Murakami arra késztet minket, hogy nézzünk szembe a múltunkkal", Asahi Simbun AJW, 2013. április 15.
- "A Tazaki Cukuruban Murakami megint kiszélesíti látásmódját", The Japan Times, 2013. április 21.
- "A színtelen Tazaki Cukuru egy tökéletlen munka, de Murakami Haruki egyik legfontosabbja", Asahi Shimbun AJW, 2014. március 16.

Nyomdai áttekintések (a magyar kiadásról)

### Más áttekintések
Más áttekintések (az eredeti kiadásról)
- A történet vizsgálata Sgt. Tanuki
- A cselekmény vizsgálata Néojaponisme
- Tematikus áttekintés Yukari Peerless: Everybody Else Is Already Taken
- A könyv vizsgálata Contemporary Japanese Literature
- A könyv áttekintése Chasing Bawa
- "Irodalmi tükör: Négy Murakami-rajongó – 4 perspektíva az utolsó regénnyel kapcsolatban" Asahi Shimbun AJW

## Fordítás
- Ez a szócikk részben vagy egészben  a   Colorless Tsukuru Tazaki and His Years of Pilgrimage című angol Wikipédia-szócikk fordításán alapul.  Az eredeti cikk szerkesztőit annak laptörténete sorolja fel. Ez a jelzés csupán a megfogalmazás eredetét és a szerzői jogokat jelzi, nem szolgál a cikkben szereplő információk forrásmegjelöléseként.